# Lomaharshana Suta
 (juin 2014).
Lomaharshana Suta est dans l'hindouisme un disciple de Vyāsa à qui a été confié les textes: les Puranas et l'Itihasa.